# Eucalyptus risdonii
Eucalyptus risdonii är en myrtenväxtart som beskrevs av Joseph Dalton Hooker. Eucalyptus risdonii ingår i släktet Eucalyptus och familjen myrtenväxter. Inga underarter finns listade i Catalogue of Life.